# Martinho de Araújo
Martinho de Araújo (ur. 26 lipca 1973 w Dili) – sztangista. Był jednym z pierwszych olimpijczyków z Timoru Wschodniego.
Uciekł z Timoru Wschodniego w 1999 roku tuż po ogłoszeniu przez kraj niepodległości. Po zażegnaniu sporu z Indonezją wrócił do ojczyzny, zastając rozkradziony i zniszczony w wyniku grabieży i podpaleń sprzęt treningowy. W celu kontynuowania treningów improwizował, przywiązując do kijów metalowe puszki po farbie wypełnione cementem.
Wystartował na igrzyskach olimpijskich w Sydney jako Niezależny Sportowiec Olimpijski. Zajął 20. miejsce.